# Almelo
Almelo és un municipi de la província d'Overĳssel, al centre-est dels Països Baixos. L'1 de gener de 2023 tenia 74.034 habitants repartits per una superfície de 69,41 km² (dels quals 2,14 km² corresponen a aigua). Limita al nord amb Twenterand i Tubbergen, a l'oest amb Wierden i al sud amb Hof van Twente i Borne. Està situat en la zona de Twente, pròxim als centres industrials d'Enschede i Hengelo, però també a les ciutats turístiques d'Ootmarsum, Delden i Markelo.

## Centres de població
Aadorp, Almelo, Mariaparochie i Bornerbroek.

## Economia
Disposa dels drets de ciutat des de 1394 i dintre dels límits de la ciutat es troba el castell dels Comtes d'Almelo. A la fi del segle xix va existir una important activitat de la indústria tèxtil, posteriorment ha estat rebent treballadors immigrants de diversos països com Turquia i Espanya cap al 1960. Disposa de la primera mesquita construïda als Països Baixos per la població d'immigrants turcs de la zona. No obstant això, a partir de 1970 el nombre d'indústries va disminuir i, per tant, les ofertes d'ocupació, com a conseqüència les antigues instal·lacions industrials s'han reconvertit en oficines i apartaments. En l'actualitat, Urenco Nederland disposa de gran quantitat de treballadors en la seva planta d'enriquiment d'urani per a reactors nuclears; pel mètode de centrifugadores de gas. Entre altres indústries importants es troben una fleca, una sucursal de Philips i en sector de serveis el tribunal regional.

## Administració
Des del 27 de setembre del 2016, l'alcalde del municipi és Arjen Gerritsen del VVD. Els 35 membres del consistori municipal són, des del 2022:
- Partit Popular per la Llibertat i la Democràcia, (VVD) 5 escons
- Lokaal Almelo Samen, 5 escons
- Crida Demòcrata Cristiana, (CDA) 5 escons
- Partit del Treball, (PvdA) 3 escons
- D66, 3 escons
- ChristenUnie, 2 escons
- Partit Popular per la Llibertat i la Democràcia, (PVV), 2 escons
- Partij Vrij Almelo, 2 escons
- SP, 2 escons
- Almelo Centraal, 1 escó
- GroenLinks, 1 escó
- Lijst Çete. 1 escó
- Fòrum per a la Democràcia, (FVD), 1 escó
- Leefbaar Almelo, 1 escó
- Democraten.Nu Almelo, 1 escó

## Persones il·lustres
- Azra Akin, Miss Món 2002
- Evert Willem Beth, filòsof.
- Kornelia Bouman, jugadora de tennis.
- Arnold Bruggink, jugador de futbol.
- Ilse DeLange, cantant pop.
- Herman Finkers, comediant.
- Bertus Freese, jugador de futbol.
- Hendrik Krüzen, jugador de futbol.
- Wubbo Ockels, físic i primer astronauta neerlandès.
- Berdien Stenberg, flautista.
- Kirsten Wild, ciclista.

## Agermanaments
- Preston, Regne Unit[5]
- Iserlohn, Alemanya[6]
- Vagharxapat, Armènia[7]